# Union Depot (El Paso)
Pour les articles homonymes, voir Union Station.
Union Depot est une gare ferroviaire des États-Unis, située sur le territoire de la ville d'El Paso dans l'État du Texas.

## Histoire
Elle est mise en service en 1906.

## Service des voyageurs

### Desserte
La gare est desservie par deux lignes d'Amtrak :
- Le Sunset Limited: Los Angeles - La Nouvelle-Orléans
- Le Texas Eagle: Los Angeles - Chicago

Les deux trains sont combinés entre Los Angeles et San Antonio. Il y a deux services dans chaque sens par semaine.